# Aire urbaine de Saint-Jean-de-Monts
L’aire urbaine de Saint-Jean-de-Monts est une aire urbaine française constituée autour de la commune de Saint-Jean-de-Monts, dans le département la Vendée, en région Pays-de-la-Loire.
Au 1er janvier 2011, ses 12 351 habitants du recensement de 2007 font d’elle la 347e aire urbaine française.

## Caractéristiques

### Délimitation
D’après la délimitation établie en 2010 par l’Institut national de la statistique et des études économiques, l’aire urbaine de Saint-Jean-de-Monts se compose de 3 communes, toutes situées dans le département de la Vendée, dans l’arrondissement des Sables-d’Olonne.

### Communes du pôle
Son pôle urbain est formé par l’unité urbaine de Saint-Jean-de-Monts, qui est considérée comme une « unité urbaine multicommunale » regroupant les communes de :
- Saint-Jean-de-Monts ;
- La Barre-de-Monts ;
- Notre-Dame-de-Monts.

## Importance dans le contexte départemental
L’aire urbaine de Saint-Jean-de-Monts représente au sein du département de la Vendée :
| Nombre de communes | Part du département | Superficie (km2) | Part du département | Population (hab.) | Part du département |
| ------------------ | ------------------- | ---------------- | ------------------- | ----------------- | ------------------- |
| 3                  | 1,12 %              | 110,15           | 1,64 %              | 12 525            | 1,91 %              |

## Composition
| Nom                 | Code Insee | Statut | Superficie (km2) | Population (dernière pop. légale) | Densité (hab./km2) |
| ------------------- | ---------- | ------ | ---------------- | --------------------------------- | ------------------ |
| Saint-Jean-de-Monts | 85234      |        | 61,72            | 8 621 (2015)                      | 140                |
| La Barre-de-Monts   | 85012      |        | 27,81            | 2 188 (2015)                      | 79                 |
| Notre-Dame-de-Monts | 85164      |        | 20,62            | 2 029 (2015)                      | 98                 |

## Démographie
| 1999   | 2007   | 2012   | 2013   |
| ------ | ------ | ------ | ------ |
| 10 224 | 11 605 | 12 351 | 12 525 |